# Heftkette

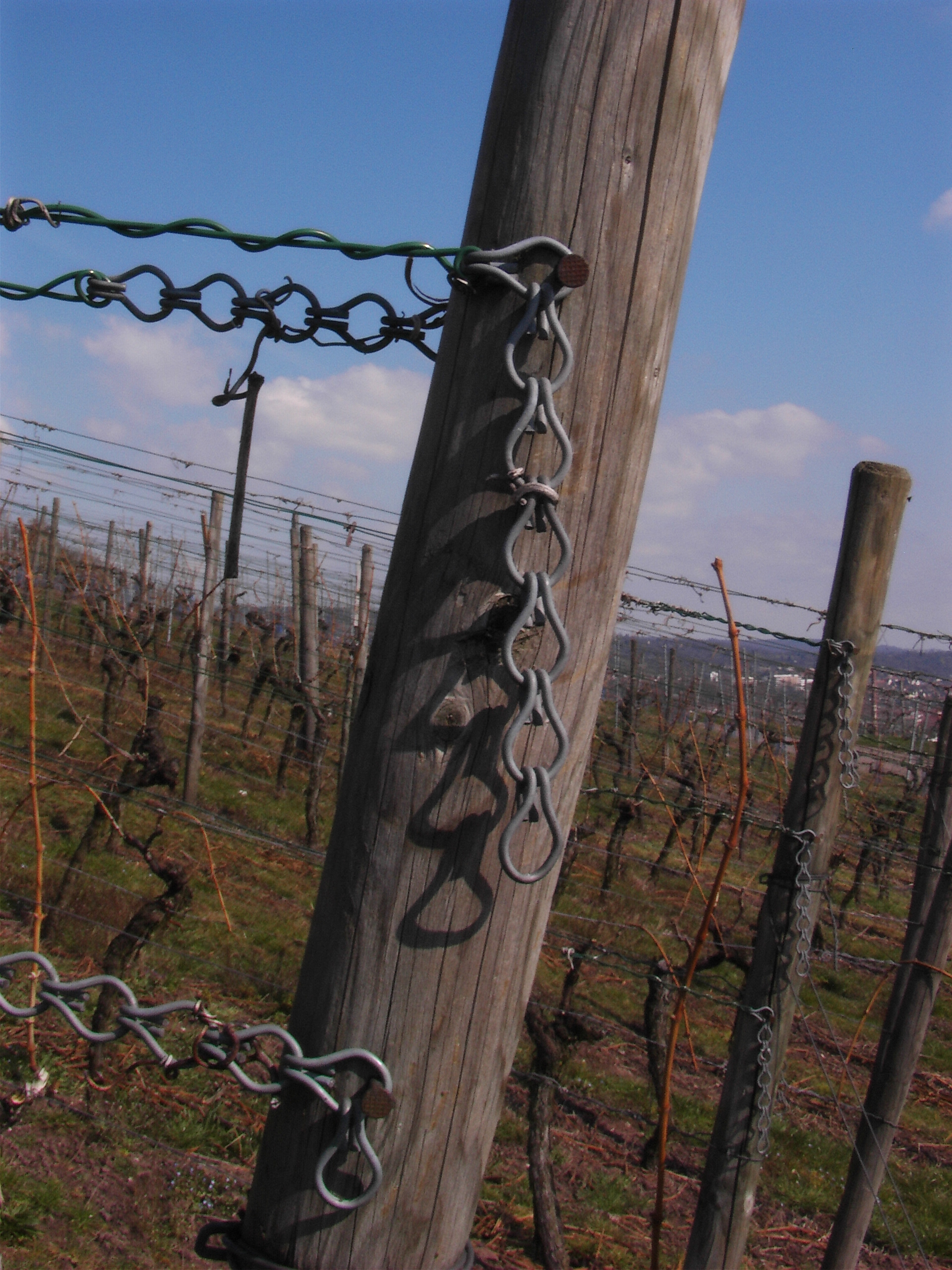
Heftkette an einem Spannstickel am Zeilenende eines Spaliers im Weinbau.

Eine Heftkette ist eine Kette mit mehreren Gliedern aus verzinkten halboffenen Drahtringen. Sie wird u. a. im Weinbau am Zeilenende eines Spaliers am Ende des Heftdrahtes an einem viereckigen Nagel befestigt, der in einen Spannstickel eingeschlagen wird. 
Über die Heftkette kann der Draht einfach verkürzt werden, wenn sich dieser aufgrund der Spannung im Spalier verlängert hat bzw. in die Länge gezogen wurde. Die Heftkette ist nur in Verbindung mit einem Spannschloss zu verwenden, über das die eigentliche Spannung des Heftdrahtes erfolgt. 
Die Heftkette sollte im Frühjahr ausgehängt und der Heftdraht verkürzt werden, indem das nächste zur Spaliermitte gerichtete Glied wieder in den Nagel eingehängt wird. Wenn die Triebe, Blätter und Weintrauben der Weinrebe ausgebildet sind, ist eine Spannung über die Heftkette alleine nicht mehr möglich, da die Zugkräfte auf den Heftdraht zu groß werden. Eine Justage kann dann nur noch über das Spannschloss erfolgen.